# 武藤将胤
武藤 将胤（むとう　まさたね、1986年11月23日 - ）は、日本の実業家、DJ、コミュニケーションクリエイターである。難病ALS（筋委縮性側索硬化症）患者。既婚・1児の父。
EYE VDJ MASA（アイ・ブイ・ディージェイ・マサ）のアーティスト名で、視線入力を用いてパソコンを操作しDJ、VJ（音楽に合わせて映像表現も行う）の音楽活動も行っている。

## 来歴
2013年26歳でALSを発症、2014年27歳でALSの宣告を受ける。
一般社団法人WITH ALSを2016年に代表理事として立ち上げる。「ALSの課題解決を起点に、全ての人が自分らしく挑戦出来るBORDERLESSな社会を創造する」をミッションとする。エンターテインメント、テクノロジー、ヒューマンケア（介護）の３領域に焦点を当てながら、障がいの有無、国や性別、年齢に関わらず、誰もが有限な人生を手を取り合って挑戦できるボーダーレスな社会を目指すことを目的として設立。
株式会社オリィ研究所の当事者顧問も務める。

## 著書
- 『KEEP MOVING 限界を作らない生き方』誠文堂新光社、2018年

## ディスコグラフィ[2]
EYE VDJ MASA　楽曲
- EYE VDJ MASA youtube https://www.youtube.com/channel/UCIXmaAdkFivYPB6Vp_-DzSw

|    | タイトル                          |
| -- | --------------------------------- |
| 1  | EVERYONE,CHALLENGER.(feat.androp) |
| 2  | FLY(feat.androp)                  |
| 3  | INANAKI                           |
| 4  | OVERCOME                          |
| 5  | PLAYERS                           |
| 6  | NEW ONE                           |
| 7  | UNREAL(feat.androp)               |
| 8  | ONE MORE RUN(feat.NOBU)           |
| 9  | CRAZY LIFE(feat.KURO)             |
| 10 | JUST DO THIS（×田川ヒロアキ）     |

## 映画
- 『NO LIMIT,YOUR LIFE（ノーリミット・ユアライフ）』（2023年）[3]
  - 主演：武藤将胤・武藤木綿子
  - ナレーション：石原さとみ
  - 監督：毛利哲也
  - 企画：河野太一
  - 演出・プロデューサー：浦本勲
  - プロデューサー：大黒和典
  - 協力プロデューサー：白倉由紀子　遠藤英明
  - 宣伝プロデューサー：泉谷裕
  - 制作プロダクション：フレックス
  - 製作：テレビ朝日　フレックス
  - 配給：東映エージエンシー